# 刘德海 (少将)
刘德海（1907年—2000年11月14日），中国人民解放军将领、中国人民解放军开国少将。
曾任中国人民解放军北京军区文化学校校长。1955年，授予中国人民解放军少将。